# Лежнино (озеро)
Лежнино (также Лежнинское) — самое глубокое озеро в Кировской области. Площадь поверхности — 0,04 км².
Озеро представляет собой почти правильную воронку (как кальдера вулкана), с 15 метров глубина круто возрастает. Максимальная глубина его составляет 36,6 м. Решением Кировского областного Совета народных депутатов от 29 октября 1990 года озеро с прилегающей территорией объявлено гидрологическим памятником природы регионального значения «Озеро Лежнинское». Площадь памятника природы 49,64 гектаров

## Происхождение
Лежнинское озеро имеет предположительно карстово-суффозионное происхождение, образовалось в результате обрушения свода гигантской подземной полости-пещеры, сформировавшейся в плотных песчаниках и известняках, залегающих на небольшой глубине. Однако, озеро может иметь и иное происхождение, например, оно могло образоваться в результате падения метеорита, на дне глубокого метеоритного кратера.

## География
Озеро расположено в Пижанском районе Кировской области, в 13 км от посёлка Пижанка.
Форма зеркала озера — почти правильный овал 250 м на 200 м.
Чаша озера лежит на дне глубокой овальной котловины на вершине холма, высота берегов — до 10 метров. Уровень воды озера на 8 м выше находящегося рядом, всего 120 м к западу, русла реки Елёвки.
На мелководье вода имеет бирюзовый и зеленоватый цвет, дно песчаное, местами с тонким слоем светлого известковистого ила. При увеличении глубины цвет воды становится зеленовато-синим. Поразительная чистота и прозрачность воды делают озеро привлекательным для дайвинга и подводной охоты.

## Экология
В озере обитают щука и плотва, есть раки. Растительность в озере — только у берегов, небольшие участки заняты тростником, осокой и рдестом плавающим. На склонах с большой глубиной встречаются харовые водоросли. Вода в Лежнинском озере прогревается летом только на 3-5 метров, на больших глубинах температура воды не поднимается выше четырёх-пяти градусов.

## История озера
Озеро сравнительно молодое, образовалось на памяти жителей деревень Лежнино и Мокрецы (сейчас нежилые), ориентировочно не более 400 лет назад, когда под землю провалились постройки и часовня. Провал образовался на вершине холма, поэтому берега озера сравнительно крутые и высокие.